# .hn
.hn is het achtervoegsel van domeinen van websites uit Honduras.